# Laura Favio
Manuela Olivera Garcés (Luján de Cuyo, 16 de septiembre de 1916 - Buenos Aires, 2007), cuyo nombre artístico era Laura Favio (o Fabio), fue una famosa actriz y escritora argentina de radio. Fue madre del actor, cantante y director Leonardo Favio y hermana de la primera actriz Elcira Olivera Garcés.

## Biografía
Nacida en la provincia de Mendoza, Argentina, fue fruto de un matrimonio conformado por Pilar Garcés, nacida en Navarra, España, e Ibrahim Olivera Riquelme. Desde muy chica se crio en Buenos Aires junto con sus hermanos Nair, Andrea, Elcira y José Bibiano.
Se casó con el sirio Jorge Jury Atrach, a quien conoció en la Calle de la Costa en Luján de Cuyo, y con el que tuvo dos hijos, Leonardo Favio y Jorge Zuhair Jury. En 1941 su marido decidió abandonar a la familia y murió a los 33 años por complicaciones de una úlcera perforada.
Luego estuvo casada por un breve tiempo con el actor Horacio Torrado, con quien tuvo un hijo, Horacio Luis Labraña.

## Carrera
Laura Favio fue una prestigiosa escritora, autora y guionista, famosa por crear numerosos radioteatros que hicieron furor en la década de los 50 del siglo xx, entre ellas La fiera acorralada, Muros de rencor, Galería de sueños, Piel de pueblo, Hombres en guerra (1959), Igual que la tierra (1959), Los acorralados (1959) y Los que le robaron al cielo (1964). Fundó la Compañía de Laura Favio y trabajó por largo tiempo como autora en radio El Mundo.
Su perfil se hizo popular en el género del radioteatro junto con la de otros brillantes autores como Sergio De Cecco, Vito De Martini, Celia Alcántara, Nené Cascallar, Wimpi, Chas de Cruz, Rafael García Ibáñez, Eiffel Celesia, María del Carmen Martínez Payva y Elsa Martínez.
En cine tuvo una incursión como guionista del film La mayoría silenciada, de 1986, realizada por su hijo Jorge Zuhair Jury, con Rodolfo Ranni y Ana María Picchio, que no fue estrenada comercialmente.
En teatro actuó junto a su hermana Elcira en la obra Nuestra Natacha, de Alejandro Casona, y en Las mariposas no cumplen años, de Abel Santa Cruz.
A modo de homenaje, su hijo Leonardo Favio le dedicó en su última película, Aniceto, una dedicatoria: "A Laura Favio, amiga, madre divina".